# Japanische Schule in Barcelona
Die Japanische Schule in Barcelona (バルセロナ日本人学校, Baruserona Nihonjin Gakkō, Spanisch: Colegio Japonés de Barcelona) ist eine japanische internationale Schule in Sant Cugat del Vallès, Katalonien, Spanien, im Großraum Barcelona. Sie liegt etwa 10 Kilometer nordöstlich des Zentrums von Barcelona. Viele japanische Familien leben entlang der Buslinie der Schule im Norden Barcelonas.
Die Hoshuko Barcelona Educación Japonesa/Escuela de Educación Japonesa en Barcelona (バルセロナ補習校 Baruserona Hoshūkō), eine japanische Samstagsschule, hält ihren Unterricht im Gebäude dieser Schule ab.

## Lehrplan
In der Schule wird Japanisch als Unterrichtssprache verwendet. Der Fremdsprachenunterricht in Spanisch und Englisch findet an zwei Stunden pro Woche statt. Makiko Fukuda (福田 牧子, Fukuda Makiko), Professorin an der Universität Barcelona, stellte fest, dass viele Schüler bei dem geringen Umfang des Fremdsprachenunterrichts keine ausreichenden Fortschritte machen, weil sie in erster Linie Beziehungen zu anderen Japanern haben und wenig Motivation haben, die Landessprache zu lernen, da sie wissen, dass sie nur vorübergehend in Barcelona sein werden. Die meisten CJB-Schüler nehmen nur in geringem Umfang am Katalanischunterricht teil, und zwar zu Festen und aus anderen symbolischen Gründen. Einige der teiljapanischen Schüler nehmen an einem speziellen Katalanischkurs teil.

## Schülerschaft
Im Jahr 2012 besuchten 60 Schüler die Schule. Seit 2009 sind die meisten Schüler Kinder von japanischen Zeitarbeitern. Norio Sudo, der japanische Generalkonsul in Barcelona, sagte, dass diese Eltern Manager japanischer Unternehmen seien. Einige Schüler sind Halbjapaner. Das Alter der Schüler beträgt fünf bis 15 Jahre.